# Эргюнер, Кудси
Кудси Эргюнер (тур. Kudsi Ergüner, род. 4 февраля 1952) — турецкий флейтист и композитор. Артист ЮНЕСКО во имя мира.

## Биография
Родился 4 февраля 1952 года в Диярбакыре. Его дед Сюлейман и отец Ульви были известными музыкантами, играли на нае. Сюлейман обучил игре Ульви, а он — своих сыновей.
Когда Кудси был ещё юным, его познакомили с ритуалами мевлеви, которые впоследствии оказали большое влияние на его произведения. Образование Кудси получил в Стамбуле. Там он поступил в итальянский лицей. В 1969 году, ещё учась в лицее, устроился на работу в «TRT Istanbul Radio». Итальянский лицей, он, впрочем, не закончил, переведясь из него в лицей Пертевниял.
В начале 1970-х годов поселился в Париже. Окончил университет, получив степень доктора философии в двух областях — архитектуре и музыковедении. Сотрудничал с Джинученом Танрыкоруром, Мюниром Сельчуком, Невзатом Атлыгом, Кани Караджой, Бекиром Сезгином и Мюзейен Сенар.